# Поясовый Камень
Поясовый Камень — горный хребет, расположенный в Свердловской области и в Пермском крае, Россия.

## Географическое положение
Горный хребет Поясовый Камень на границе муниципального образования «Ивдельский городской округ» и Пермского края, вытянутый с севера на юг от истока реки Укъю (правый приток рек Илыч) до истока реки Тохта (левый приток реки Вижай). Длина хребта 200 километров. Совпадает с главным уральским водоразделом.

## Вершины
Высшая вершина — Отортен (1234,2 метра), в 25 километрах к югу — Гумпкапай (1152 метра), в 23 километрах к югу — Саклаимсоричахл (1128,1 метра), в 14 километрах к югу — Холатчахль (1096 метрах), в 3 километрах к северо-востоку — Моттёвчахл (1095 метра), в 22 километрах к югу — Пурамунитур (1075 метра), в 16 километрах к югу — Хозьяталяхчахл (1075 метра), в 21 километрах к югу — Сомъяхнёлчахл (1055 метра), в 11 километрах к востоку-северо-востоку — Яныгхачечахл (1025,8 метра).

## Описание
До 800 метров склоны хребта в лесах, а выше – редколесье, березовое криволесье паркового типа, горная тундра, альпийские луга, каменные россыпи, скалы-останцы. Грунтовка идёт из посёлка Ушма к долине реки Ауспия, далее торная тропа до урочища Перевал Дятлова. А хребет в 10–12 километрах к югу от горы Гумпкапай - хребет Ошнёр.